# Garm (Schiff)
Die Garm war ein kleiner Zerstörer, ein so genannter „Torpedojager“, der norwegischen Marine, der von 1914 bis April 1940 in der norwegischen Marine diente. Die Garm war das erste Dampfturbinenschiff der norwegischen Marine.

## Bau und Technische Daten
Die Garm war der dritte für die norwegische Marine gebaute Zerstörer und das letzte Schiff der Draug-Klasse. Die drei Boote der Klasse – Draug, Troll und Garm – wurden geordert, um die 1896 bei Schichau gebaute Valkyrjen zu ersetzen, die wegen ihrer unzureichenden Geschwindigkeit von nur 23 Knoten, ihrer relativ schwachen Bewaffnung und ihrer mangelhaften Wendigkeit ihrer Hauptaufgabe, dem Fernhalten ausländischer Torpedoboote von der norwegischen Küste, nicht gewachsen war.
Die Garm lief am 27. Mai 1913 bei der Marinewerft in Karljohansvern mit der Baunummer 107 vom Stapel und wurde am 6. Juli 1914 in Dienst gestellt. Sie war 69,2 m lang und 7,3 m breit, hatte 2,9 m Tiefgang und verdrängte 580 Tonnen (Standard). Sie wurde von zwei Germania-Dampfturbinen mit zusammen 8000 PS angetrieben, die eine Höchstgeschwindigkeit von 27 Knoten ermöglichten, allerdings einen erheblichen Kohlebedarf hatten. Die Bewaffnung bestand aus sechs 7,6-cm-Schnellfeuerkanonen in Einzelaufstellung (eine auf dem Vorschiff, zwei rechts und links hinter der Brücke, zwei rechts und links unmittelbar hinter dem vierten und letzten Schornstein, und eine achtern hinter dem Bootskran), einem 12,7-mm-Colt-Fla-Maschinengewehr sowie drei schwenkbaren 45-cm-Torpedorohren in Einzelaufstellung (je eins rechts und links neben dem zweiten und dritten Schornstein, eins auf dem Heck). Die Besatzung bestand aus 76 Mann.

## Geschichte

### 1914–1940
Während des Ersten Weltkriegs diente die Garm, wie die anderen Schiffe der norwegischen Marine, zur Sicherung der norwegischen Neutralität und im Geleitdienst für Handelsschiffe in norwegischen Küstengewässern. Nach dem Ende des Kriegs war das Boot bis 1927 hauptsächlich damit befasst, Schmuggler aufzubringen, die während der norwegischen Prohibition Alkohol ins Land zu bringen versuchten.
In den 1930er Jahren wurde die Garm, wie ihre beiden Schwesterschiffe, aus Kostengründen eingemottet, die Garm und die Troll in Horten, die Draug in Bergen. Obwohl die drei Boote beim Ausbruch des Zweiten Weltkriegs bereits sehr veraltet waren, wurden sie reaktiviert, um die norwegische Neutralität zu sichern, die Garm und die Troll am 28. August, die Draug am 5. September 1939. Es dauerte jedoch eine erhebliche Zeit, ehe die drei Boote soweit überholt waren, dass sie wieder einsatzbereit waren. Allerdings waren sie nur noch zum Sicherungs-, Geleit- und Wachdienst tauglich.

### 1940

#### Altmark-Zwischenfall
Die Garm war am 15. Februar 1940 das dritte norwegische Kriegsschiff, das das deutsche Tank- und Versorgungsschiff Altmark anhielt und inspizierte, nachdem die Altmark auf ihrer Heimfahrt aus dem Südatlantik norwegisches Hoheitsgewässer erreicht hatte. Tags zuvor wurde das Schiff zweimal von zwei verschiedenen norwegischen Torpedobooten, der Trygg und der Snøgg, angehalten und oberflächlich kontrolliert, ohne dass es Beanstandungen gab. Damit gab sich der Chef des 2. norwegischen Seeverteidigungsabschnittes, Konteradmiral Carsten Tank-Nielsen, nicht zufrieden, da er von den britischen Internierten wusste, die die Altmark an Bord hatte, Besatzungsmitglieder der von dem Panzerschiff Admiral Graf Spee aufgebrachten Schiffe. Er begab sich mit der Garm selbst zur Altmark im Hjeltefjord und verlangte eine neuerliche Untersuchung. Der deutsche Kapitän lehnte ab; sein Versuch, per Funk die deutsche Botschaft in Oslo zu erreichen, wurde von den Norwegern verhindert. Immerhin gestattete Tank-Nielsen der Altmark die Weiterfahrt nach Süden unter Begleitung der kleinen norwegischen Torpedoboote Skarv und Kjell. Die Altmark, die auf Grund des regen Funkverkehrs von der Royal Navy geortet worden war, wurde am 16. Februar im Jøssingfjord von dem britischen Zerstörer Cossack geentert, der die gefangenen britischen Seeleute befreite und dabei sieben Besatzungangehörige der Altmark tötete („Altmark-Zwischenfall“).

#### Unternehmen Weserübung
Beim Beginn der deutschen Invasion Norwegens am 9. April 1940 war die Garm unter Kapitän S. Skjolden in Bergen stationiert, mit ihren Schwesterschiffen Draug und Troll administrativ zugehörig zur 1. Zerstörerdivision (1. Jagerdivisjon) im 2. Seeverteidigungsabschnitt (Mittelnorwegen). Beim Einlaufen der deutschen Kriegsschiffgruppe 3 nach Bergen versuchte die Garm, nahe genug für einen Torpedoangriff an den Leichten Kreuzer Königsberg heranzukommen, geriet dabei jedoch in das Abwehrfeuer des Kreuzers und musste abdrehen.

#### Versenkung
Sie entkam nach Norden und operierte dann mit ihrem Schwesterschiff Troll im Sognefjord. Dort wurden die beiden Boote am 26. April, in einem Seitenarm des Sognefjords bei Bjordal vor Anker liegend, von fünf deutschen Luftwaffe-Flugzeugen mit rund dreißig Bomben angegriffen. Da sie keinerlei wirksame Flugabwehrbewaffnung hatten, wurden beide Schiffe von ihren Besatzungen beim Einsetzen des Fliegeralarms verlassen. Die Troll überstand den Angriff unbeschadet, aber die in der Nähe ankernde Garm erhielt einen Volltreffer unmittelbar hinter dem vorderen Schornstein, wobei auch zwei ihrer Torpedos explodierten. Das alte Schiff zerbrach fast in zwei Teile, brannte dann stundenlang und sank schließlich auf 61° 5′ N, 5° 50′ O
.